# 1966 في النرويج

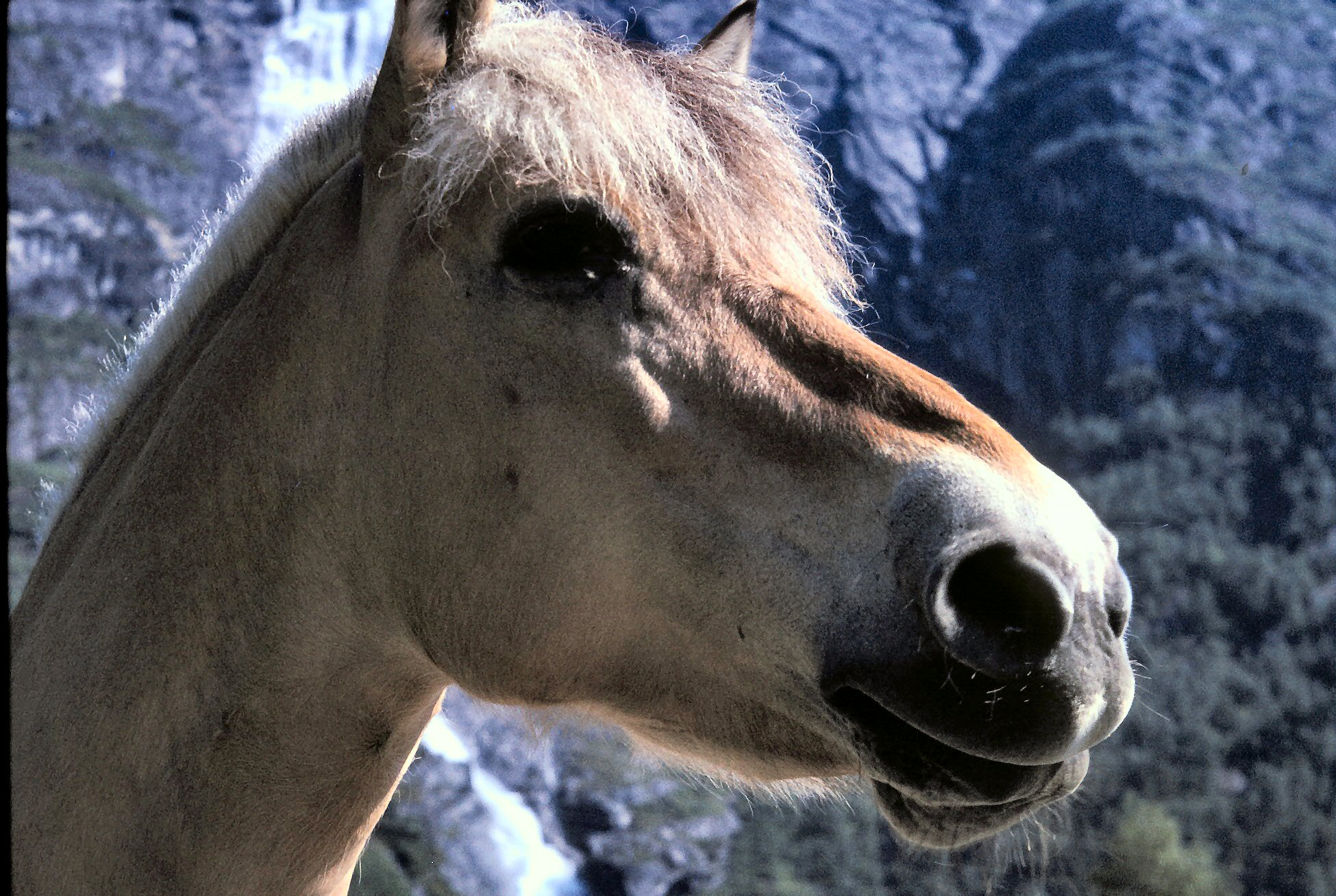
أحد الخيول النرويجية

فيما يلي قوائم الأحداث التي وقعت خلال عام 1966 في النرويج.

## رياضة
- 1 يناير – الدوري النرويجي الممتاز 1966 الفائز نادي شايد.
- 1 يناير – دوري كرة القدم النرويجي الدرجة الأولى 1966 الفائز نادي سترومسغودست لكرة القدم.
- 1 يناير – كأس النرويج 1966 الفائز نادي فريدريكستاد.

## مواليد

### يناير
- 5 يناير – أول أندرياسن مُجدّف نرويجي.[1]
- 14 يناير – ماريان أسبلين لاعبة كرلنغ نرويجية.
- 18 يناير – إيجل كريستيانسن متزحلق نرويجي.
- 31 يناير – آن بيرغ متزحلقة جبال الألب نرويجية.

### فبراير
- 16 فبراير – هارالد إيا

### مارس
- 29 مارس – ماريت آندريسين ممثلة نرويجية.

### أبريل
- 7 أبريل – مورغان أندرسن لاعب كرة قدم نرويجي.
- 18 أبريل – تراين هاتستاد[2]

### مايو
- 26 مايو – ريتا إريكسن مغنية نرويجية.
- 27 مايو – بيدير أنكر مؤرخ نرويجي.

### يونيو
- 26 يونيو – توم هينينغ أوفريبو لاعب كرة قدم نرويجي.

### يوليو
- 21 يوليو – لارس فيسك

### أغسطس
- 9 أغسطس – لين أولمان[3]
- 29 أغسطس – كارين هالاند[4]

### نوفمبر
- 2 نوفمبر – جير مو سياسي نرويجي.[5]
- 16 نوفمبر – تينا سفينسون لاعبة كرة قدم نرويجية.[6]

### ديسمبر
- 11 ديسمبر – إريك أونوريه

## وفيات

### يناير
- 16 يناير – أسبورن وانغ (مواليد 1899) سباح نرويجي.

### فبراير
- 6 فبراير – بيورن نيلسن (مواليد 1937)
- 22 فبراير – جورج إردمان (مواليد 1875) لاعب رماية نرويجي.

### أغسطس
- 17 أغسطس – نيلز كريستيان بروغر (مواليد 1914)[7]

### سبتمبر
- 5 سبتمبر – هربرت ويتر (مواليد 1891) سباح نرويجي.

### نوفمبر
- 17 نوفمبر – أولاف كنودسن (مواليد 1911) مصارع هاوي نرويجي.

### ديسمبر
- 26 ديسمبر – كريستوفر داهل (مواليد 1898) رُبّان نرويجي.